# Jatranka
Jatranka (ryska: Ятранка) är ett vattendrag i Belarus.   Det ligger i voblasten Hrodna voblast, i den västra delen av landet, 140 km väster om huvudstaden Minsk.
Omgivningarna runt Jatranka är en mosaik av jordbruksmark och naturlig växtlighet. Runt Jatranka är det ganska glesbefolkat, med 23 invånare per kvadratkilometer.